# Branco Mello
Joaquim Cláudio Corrêa de Mello Júnior (São Paulo, 16 de março de 1962), mais conhecido como Branco Mello, é um músico brasileiro, mais conhecido como fundador da banda Titãs, da qual é vocalista e baixista.

## Infância
Ainda criança, Branco era levado pelo pai, quase todo final de semana para os cinemas de São Paulo. Assistia desde filmes de Jerry Lewis, Mazzaropi, irmãos Marx a todos os célebres musicais da Metro. As trilhas do cinema se misturavam a outras influências, como a Bossa Nova (através do pai), e aos shows e espetáculos teatrais promovidos pela mãe, Lu Brandão.
A partir da adolescência, já apelidado de Branco pelos amigos do colégio primário, ele ouvia artistas e bandas como Frank Sinatra, Glenn Miller, Chuck Berry, Little Richard, The Doors, Stray Cats, The Clash, João Gilberto, Raul Seixas, Ramones, Tim Maia, Gilberto Gil, Caetano Veloso, Cartola e Zé Keti.

## Carreira
Cercado das mais diferentes influências, logo aprendeu a tocar violão. Aos 13 anos, no Colégio Hugo Sarmento, conheceu Marcelo Fromer. Tempos depois, começaram a esboçar parcerias, inscrevendo duas músicas em um festival da cervejaria Brahma, no Rio de Janeiro. Não se classificaram, porém, juntaram-se ao também guitarrista Tony Bellotto, formando o Trio Mamão e as Mamonetes. Enquanto estudavam no colégio Equipe, Branco e Marcelo trabalharam no Centro Cultural com o hoje apresentador televisivo Serginho Groisman, na época organizador de eventos memoráveis no colégio, na produção de shows de artistas consagrados da música brasileira, como Clementina de Jesus, Jorge Mautner e Luiz Melodia, três de seus ídolos.
Em 1982, Branco foi mestre-de-cerimônias do TV Eclipson, espetáculo que parodiava programas de auditório e reunia quase todos os nove integrantes que formariam os Titãs do Iê-Iê e outros artistas do cenário alternativo paulistano. Branco Mello encarnava um apresentador que misturava os estilos de Flávio Cavalcanti e Hebe Camargo.
Fez uma participação nos anos 80 no filme Areias Escaldantes, a dobradinha música/cinema sempre fez parte da vida de Branco, que, com uma câmera portátil, registrou a trajetória da banda desde os seus primeiros meses de vida. No total, são mais de 100 fitas gravadas, a partir de 1986 que viraram um filme de longa-metragem intitulado "Titãs , a vida até parece uma festa", dirigido por ele e Oscar Rodrigues Alves em 2001
Na primeira interrupção de atividades dos Titãs, em 1994, Branco se juntou ao colega Sérgio Britto (tecladista e vocalista da banda) e à baterista Roberta Parisi e formou a banda Kleiderman, em que cantava e tocava baixo. O grupo, de som pesado e letras agressivas, lançou pelo selo Banguela o disco Con el Mundo a Mis Pies. Em 2000, formou a banda S. Futurismo, apenas para se divertir. Porém, com o sucesso dos shows, o grupo se apresentou na Tenda Brasil da terceira edição do Rock in Rio, em janeiro de 2001.
No fim do mesmo ano, Branco lançou um projeto infantil: o livro/CD Eu e Meu Guarda-Chuva, que conta a história de Eugênio e seu inseparável guarda-chuva. O disco, com dez canções feitas em parceria com Ciro Pessoa (membro fundador dos Titãs que deixou o grupo antes mesmo do lançamento do primeiro CD), traz convidados em cada faixa, entre eles Arnaldo Antunes (outro ex-Titã), Elza Soares, Cássia Eller, Frejat, Toni Garrido e Marcelo D2.
A partir de 2009, Branco, que era apenas vocalista dos Titãs, tornou-se também o baixista oficial. Desde 2002, com a saída de Nando Reis, o baixo havia sido assumido por Lee Marcucci, integrante do grupo Rádio Táxi, apesar de Branco ter tocado o instrumento eventualmente. Nas faixas em que ele canta, Sérgio é quem assume o instrumento.
No mesmo ano, o cantor lançou o filme Titãs - A Vida até Parece uma Festa, que retrata os 25 anos de carreira da banda, em parceria com o videomaker Oscar Rodrigues Alves, baseado nas fitas filmadas por Branco desde 1986.
Desde 2017, apresenta, com o locutor e músico Zé Luiz, o ex-jogador de futebol e comentarista esportivo Walter Casagrande e o escritor Marcelo Rubens Paiva, o programa de rádio Rock Bola, da rádio 89 FM A Rádio Rock, que mistura música, futebol e humor. Quando sua agenda com os Titãs o impede de participar, seu filho Bento assume seu lugar.
Em maio de 2018, foi diagnosticado com um tumor na laringe, que o deixou afastado dos Titãs por três meses. Ele deveria retornar a tempo de gravar o DVD da ópera-rock Doze Flores Amarelas. Em novembro de 2021, o tumor reincidiu, forçando-o a ficar internado por 32 dias após mais uma operação.

## Vida pessoal
Branco é atualmente casado com a atriz Ângela Figueiredo. O casal tem dois filhos: Bento (nascido em 1991; guitarrista da banda Sioux 66) e Joaquim (nascido em 1999). Todos moram em São Paulo. É torcedor do Palmeiras.

## Discografia

### Com Kleiderman
- Con el Mundo a Mis Pies (1994)

### Participações
- Nando Reis - Jardim-Pomar, na faixa "Azul de Presunto" (2016)[7]